# Médaille du mérite de la NVA

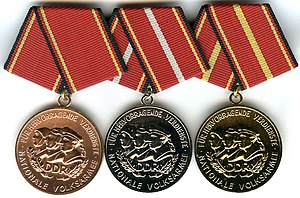
Médaille du mérite de la NVA en bronze, argent et or.

La médaille du mérite de la Nationale Volksarmee était une distinction donnée en République Démocratique Allemande (RDA). La médaille a été créée en trois étapes, bronze, argent et or, le 1er juin 1956. Elle était décernée pour un excellent mérite et un dévouement à la construction et à la consolidation de la NVA. Il s’agit également de promouvoir l’excellence en matière de commandement, de formation politique et militaire et d’éducation des militaires, notamment pour l’excellence dans l’entretien, comme la réparation de l’équipement technique. La médaille pouvait également être décernée à des non-membres de la NVA, mais aussi à des communautés militaires.

## Étapes de la médaille
La fondation de la médaille du mérite de la NVA s’est déroulée en trois étapes :
- : Niveau d'or (le plus élevé)
- : Niveau d'argent (intermédiaire)
- : Niveau de bronze (le moins élevé)

## Apparence

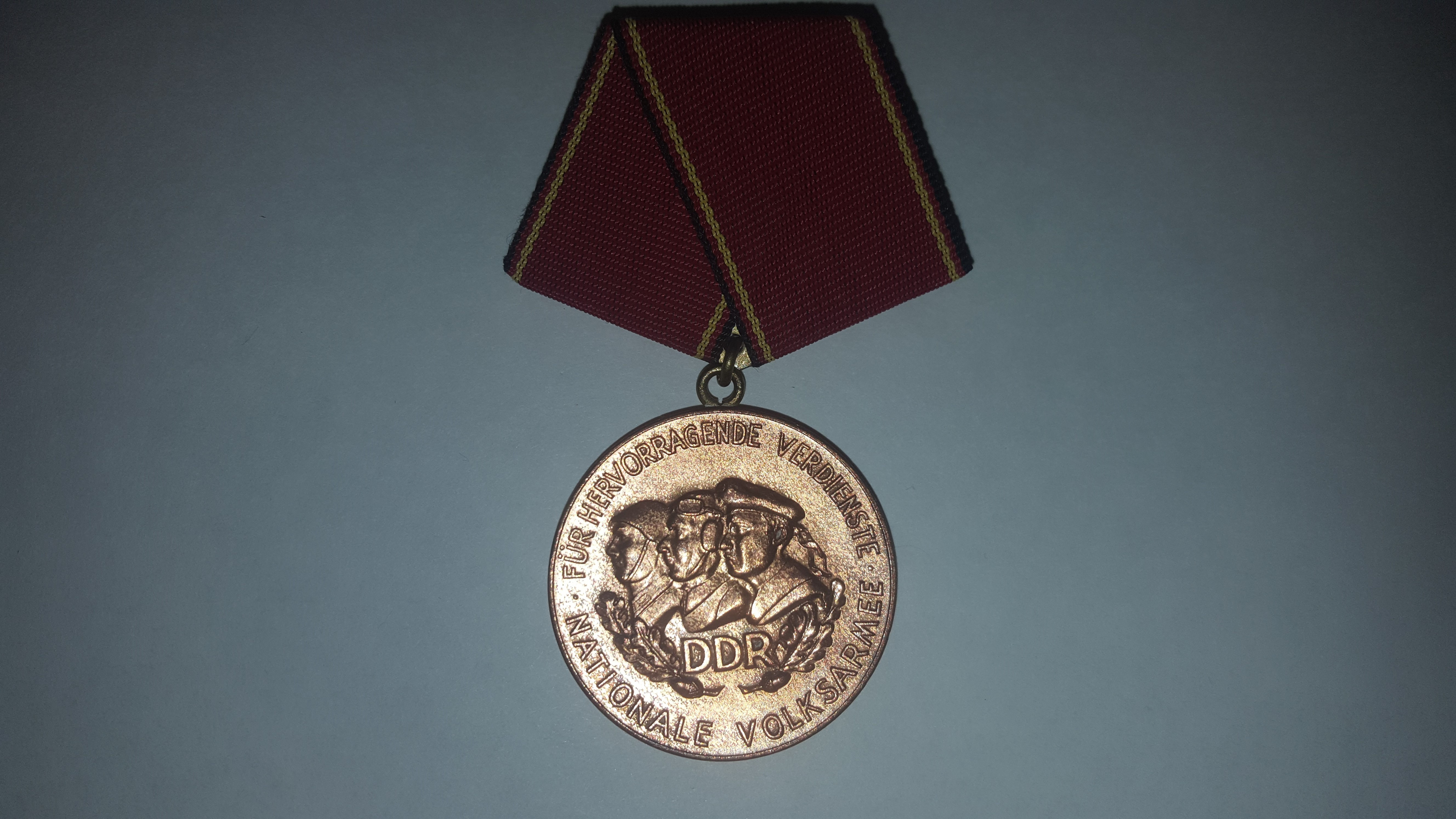
Médaille du mérite de la NVA en bronze (avers).

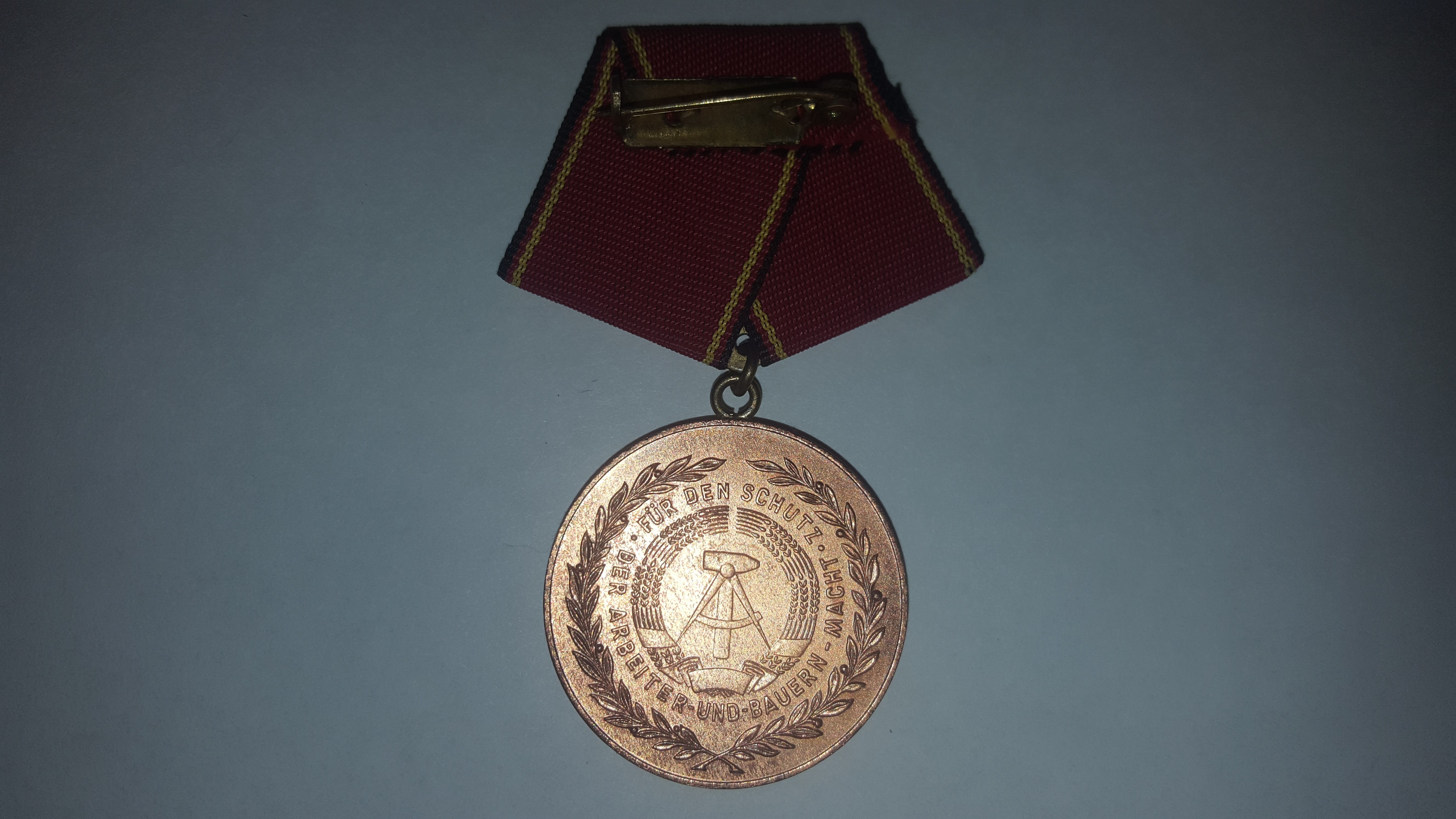
Médaille du mérite de la NVA en bronze (revers).

La médaille en bronze, en argent ou en or d’un diamètre de 35 mm montrait sur son avers trois têtes gaufrées en relief qui, pour les trois membres de la NVA, les forces terrestres, la marine et les forces aériennes, ainsi que les lettres sous-jacentes de la RDA (DDR), qui sont chacune accompagnées d’une parcelle de chêne à gauche et à droite. Le relief est entouré par la transcription : 
FÜR HERVORRAGENDE VERDIENSTE
NATIONALE VOLKSARMEE
(Pour l'excellence des services dans la Nationale Volksarmee)
Le revers de la médaille montre au centre les armoiries d’État de la RDA avec la transcription :
FÜR DEN SCHUTZ
DER ARBEITER UND BAUERN MACHT
(Pour la protection des ouvriers et des paysans)
Il y a aussi  deux brins de laurier courbés et ouverts vers le haut et croisés vers le bas.

## Mode de transport
La médaille était portée sur la partie supérieure gauche de la poitrine par une barrette pentagonale de 25 mm de large avec un ourlet noir, rouge et doré de 3 mm de large. Pour les niveaux d’argent et d’or, une bande centrale d’argent ou d’or de 2,5 mm de large est tissée au centre.